# Giovio (famiglia)
Giovio, nobile famiglia originaria dell'Isola Comacina, poi insediatasi a Como, nota sin dal IX secolo. Per secoli possedette forte influenza nel territorio comasco, ebbe l'onore di raffigurare nel proprio stemma gentilizio le insegne del Sacro Romano Impero, dei Medici e di Carlo V; l'ultima discendente diretta, Maria De Szeth Giovio, si spense nel 1927.
Tra i membri più noti della casata si possono ricordare: Paolo Giovio, Vescovo di Nocera, medico, storico e studioso di ogni genere di scienze, fondatore del Museo Giovio di Borgovico, famoso per amicizia di Pontefici, Sovrani e Letterati; Benedetto Giovio, notaio, autore delle Historiæ Patriæ, fu detto il padre della storiografia comense e si meritò l’onore singolare del sepolcro nel Duomo di Como; Giovanni Battista Giovio, letterato, Cavaliere dell'Ordine di Santo Stefano di Toscana e Ciambellano dell'Imperatrice Maria Teresa d'Austria.

## Storia
In principio, la famiglia si chiamava De Zobiis (tramutato in Giovio nel XVI secolo), proveniva da Zelbio e si era insediata sull'Isola Comacina, di fronte alla quale aveva costruito un hospitalis per i viaggiatori che transitavano da Ossuccio lungo la via Regina: l'ospedale di S. Maria Maddalena d'Isola. Nel 1169, i comaschi, grazie all'appoggio di Federico Barbarossa riuscirono ad ottenere la vittoria contro l'allora potente Isola Comacina, che schierata con Milano nella Guerra decennale aveva distrutto le mura comasche, e la rasero al suolo distruggendo ogni costruzione e le imponenti mura. A seguito della distruzione dell'abitato dell'isola, i membri della famiglia si rifugiarono a Varenna.
Nel XIII secolo Giacomo di Pietro De Zobiis detto "Trono" si trasferì a Como, stabilendosi nella contrada S. Sisto, che poi da loro avrebbe preso il nome; oggi è il Museo Archeologico Paolo Giovio.
Alla fine del XIV secolo, Antonio De Zobiis sposò Maria Rusca, sorella di Franchino I Signore di Como. L'unione coi Rusca significava che la casata era diventata una delle più prestigiose della città. Il loro nipote, Giovanni, entrò nel 1426 nel Consiglio dei Decurioni di Como e ricevette da Ludovico il Moro il comando del Castel Baradello.     
Il periodo a cavallo tra il XV e XVI secolo vede due dei più illustri esponenti della famiglia: Benedetto Giovio e Paolo Giovio. Con essi il potere e la fama dei Giovio raggiunsero l'apice in Como, ne è prova l'onore ricevuto da Benedetto di essere sepolto nel Duomo di Como (unico laico della storia), ma soprattutto nelle corti delle personalità più influenti dell'epoca. I Giovio, infatti, acquisiscono il privilegio di inserire nel proprio stemma le palle medicee, su concessione di Papa Leone X, nonché le Colonne d'Ercole, dono dell'Imperatore Carlo V.
Nel 1536 Carlo V concesse ai Giovio il titolo comitale per la riconosciuta fedeltà all'Impero.
Nella seconda metà del XVIII secolo Giovanni Battista Giovio, Cavaliere dell'Ordine di Santo Stefano di Toscana e Ciambellano dell'Imperatrice Maria Teresa d'Austria, spiccò per ingegno e fu scrittore fecondissimo; famoso per importanti ambascerie e per aver accolto illustri uomini del suo tempo, come Alessandro Volta e Ugo Foscolo. Il di lui primogenito, Benedetto, morì giovanissimo nella disastrosa ritirata della Campagna di Russia; per la prima volta la linea di primogenitura che era rimasta intatta per 1000 anni, viene spezzata.
L'influenza dei Giovio rimarrà forte fino alla seconda metà del XIX secolo. Con l'avvento del Regno d'Italia, i Giovio, storicamente vicini alla Casa d'Asburgo, perdettero a poco a poco il loro potere. L'ultima discendente diretta fu Maria De Szeth Giovio, che spirò l'anno 1927 in Alzate Brianza (Como), nell'ultima villa di proprietà Giovio: la Villa Giovio di Verzago.

## Esponenti illustri

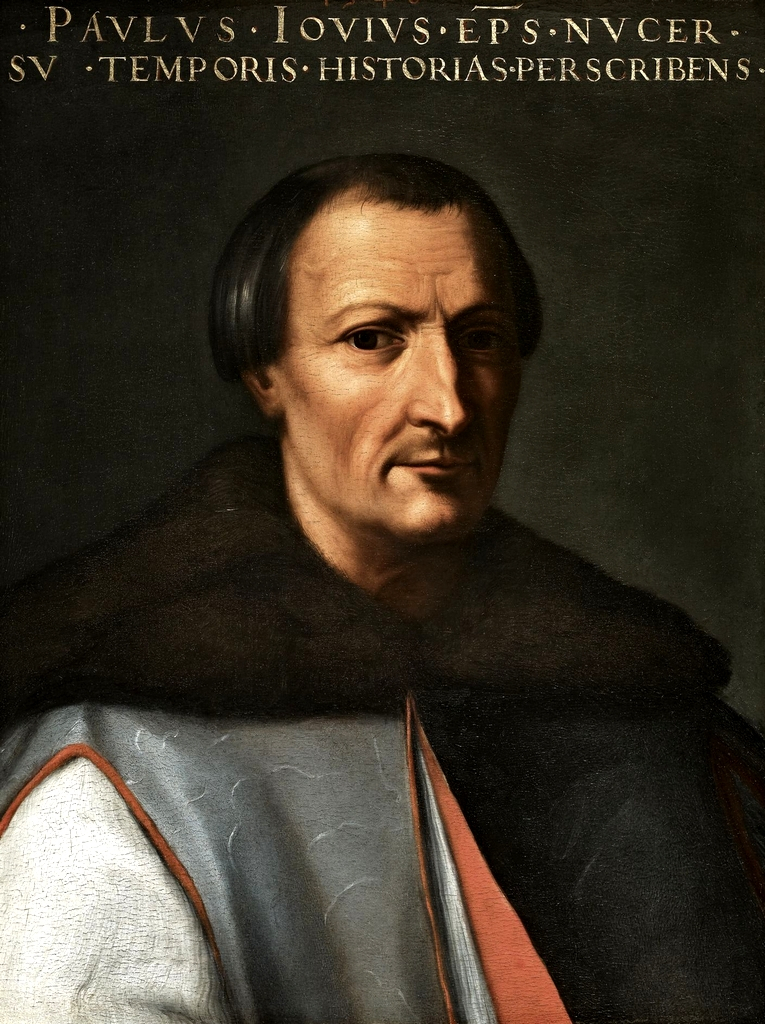
Ritratto di Paolo Giovio. Conservato presso la Pinacoteca civica di Como.

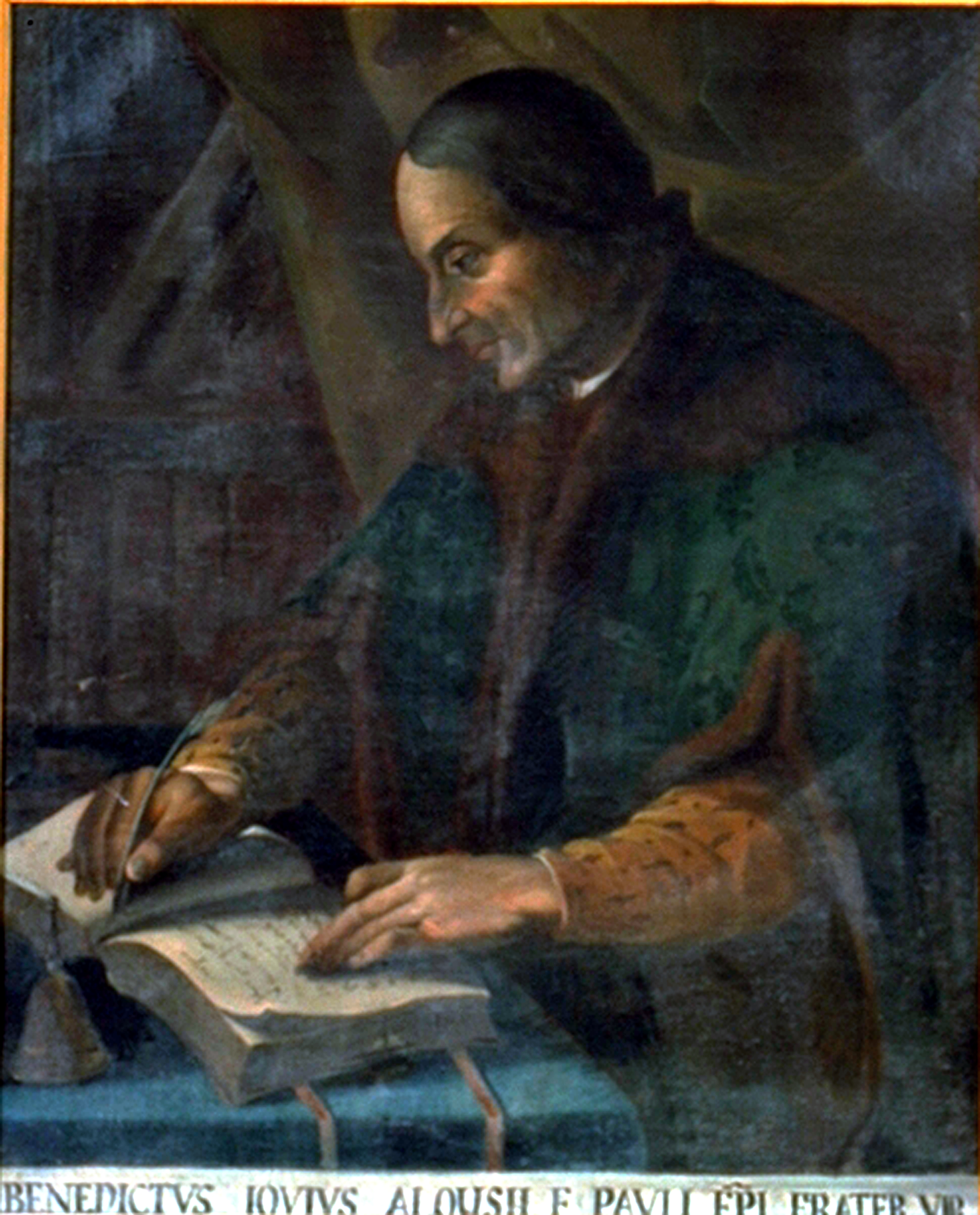
Ritratto di Benedetto Giovio. Conservato presso il Museo Archeologico Paolo Giovio di Como

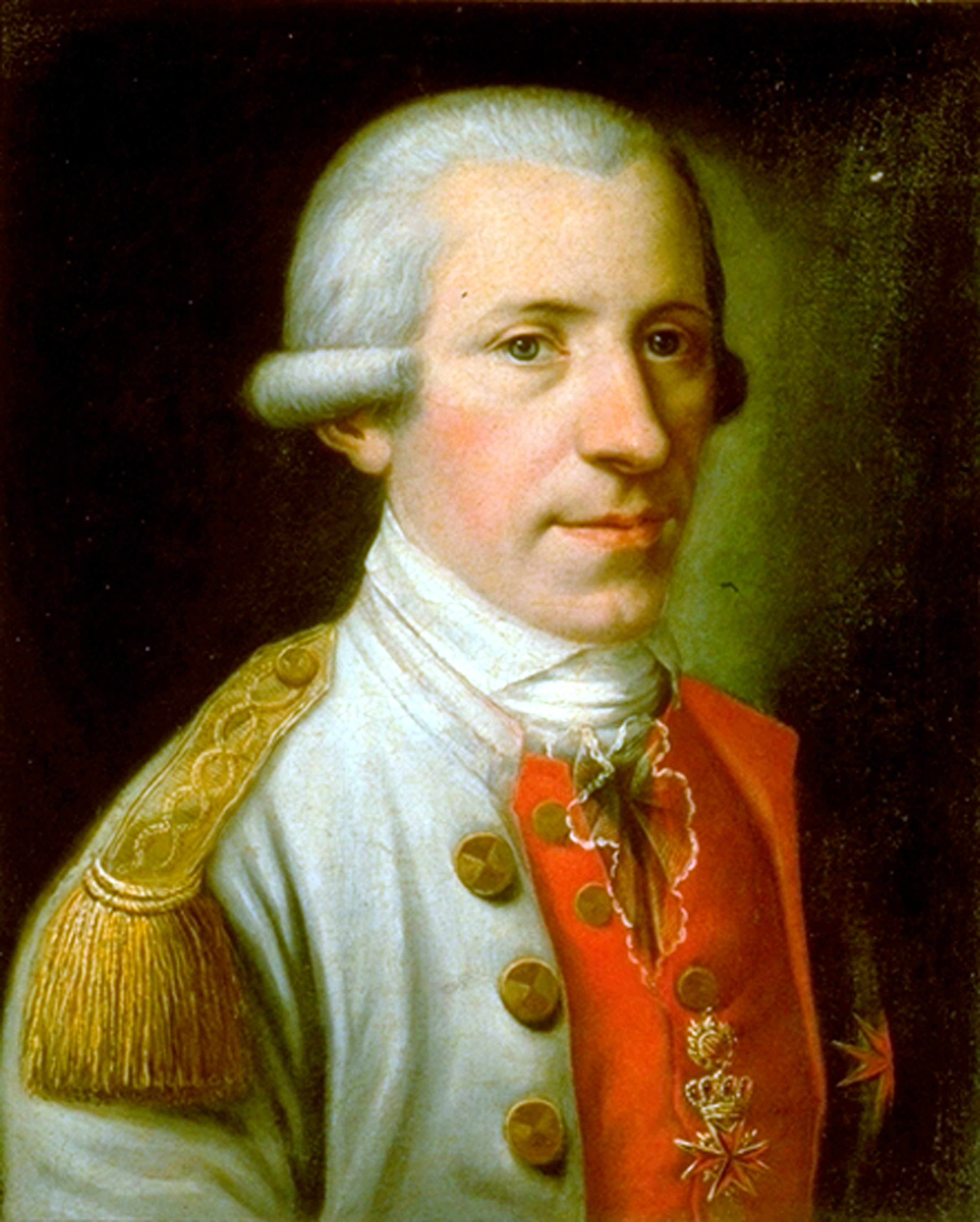
Ritratto di Giovanni Battista Giovio. Conservato presso il Museo Archeologico Paolo Giovio di Como.

- Giovanni Giovio (XV secolo), castellano di Castel Baradello per Ludovico il Moro
- Benedetto Giovio (1470-1545), scrittore e poeta, consigliere dell'imperatore Carlo V
- Paolo Giovio (1483-1552), vescovo di Nocera, storico e medico
- Giulio Giovio (?-1560), vescovo di Nocera
- Alessandrio Giovio (?-1566), medico e poeta
- Francesco Giovio (?-1567), referendario ducale a Como
- Paolo Giovio "il Giovane" (?-1585), vescovo di Nocera
- Giulio Giovio (?-1684), giureconsulto
- Giambattista Giovio (1748-1814), scrittore politico e storico, cavaliere dell'Ordine di Santo Stefano, Ciambellano iomperiale, preside del ginnasio di Como nel 1812
- Benedetto Giovio (1787-1812), Guardia d'onore del Regno Italico nel 1808, ufficiale dei Cacciatori a cavallo nel 1810.

## Armoriale
| Stemma | Blasonatura |
| ------ | --- |
|        | Inquartato, nel 1° e nel 4° d’azzurro al castello merlato d’argento con cinta merlata d’argento, nel 2° e nel 3° d’oro a tre palle di rosso con bordura composta di oro e di rosso, e caricato in cuore di uno scudetto d’oro all’aquila di nero coronata del campo. |

Il castello coronato da un circolo di mura bianche e circondato dalle acque è allusivo dell'Isola Comacina.
L'aquila vi è per concessione di Federico Barbarossa in premio per la loro azione diplomatica in suo favore durante il periodo della Guerra Decennale.
Le palle medicee furono aggiunte nel XVI secolo per concessione di Papa Leone X, della casata dei Medici, a Paolo Giovio.
Lo stemma è decorato dalle Colonne d'Ercole col motto "Plus Ultra" per concessione dell'Imperatore Carlo V di Spagna a Paolo Giovio.

## Galleria d'immagini

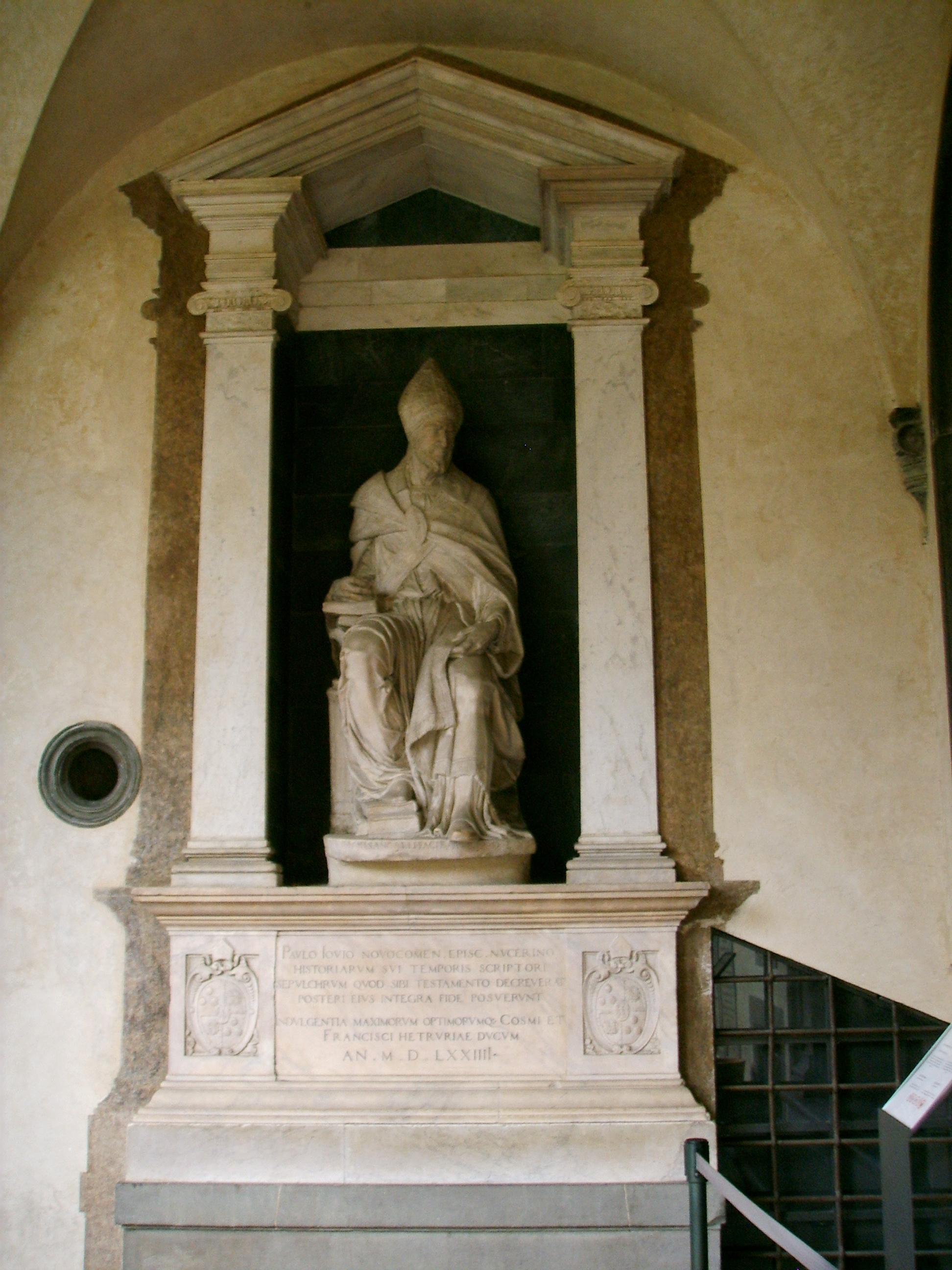
Monumento a Paolo Giovio, di Francesco da Sangallo. Presso: Biblioteca Medicea Laurenziana, Firenze.
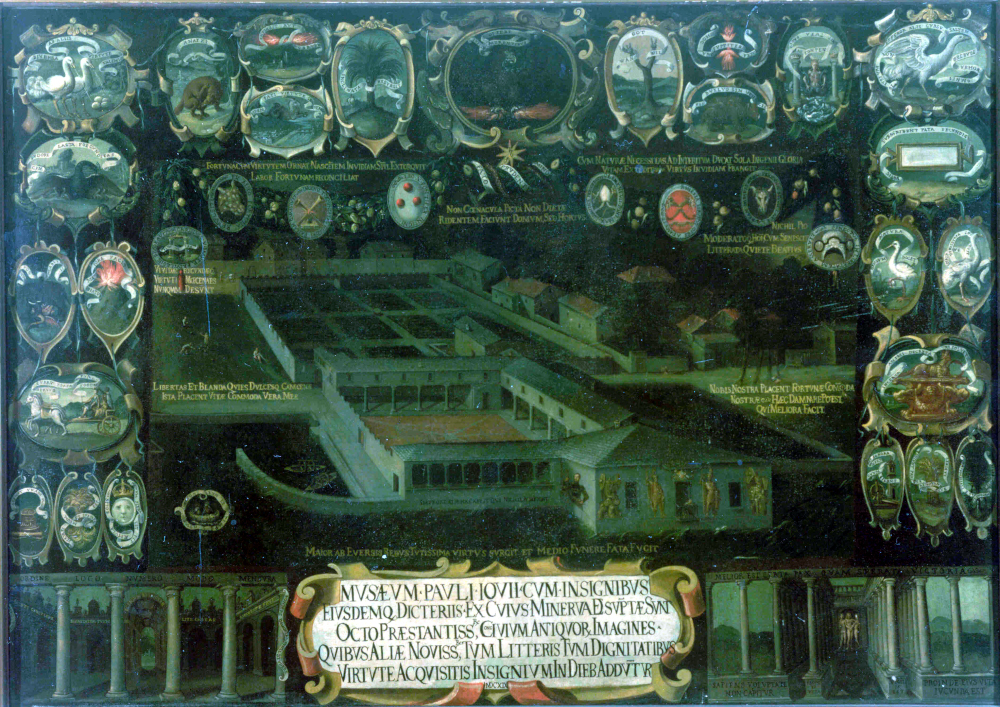
Dipinto raffigurante il Museo di Paolo Giovio in Borgovico (Como). Conservato presso la Pinacoteca civica di Como.
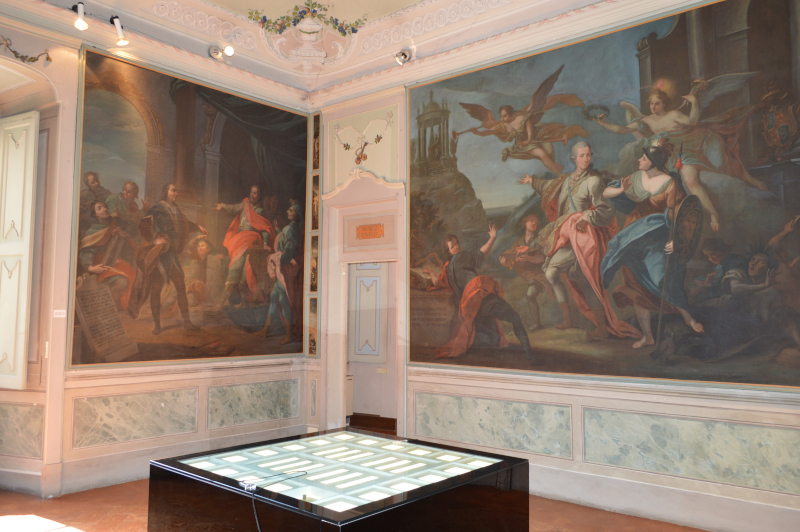
Sala del Museo Archeologico Paolo Giovio di Como. A destra: Giovanni Battista sale al Tempio della Gloria. A sinistra: Benedetto Giovio avanti Francesco II Sforza.
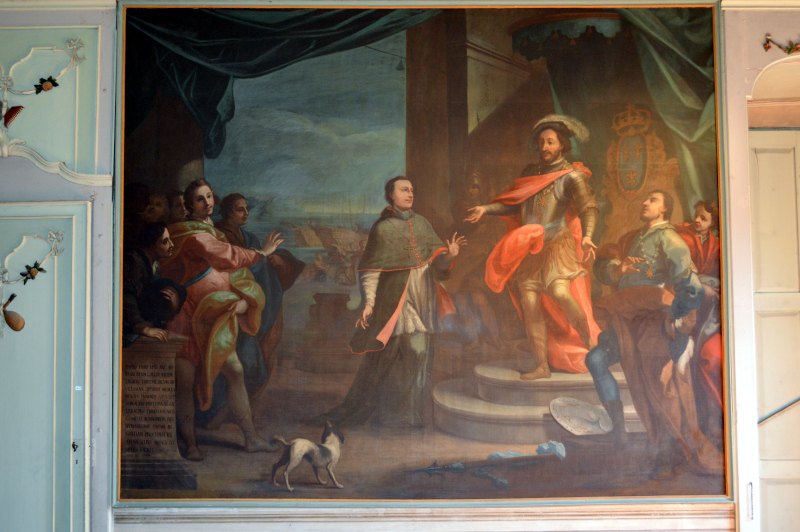
Sala del Museo Archeologico Paolo Giovio di Como - Paolo Giovio avanti Re Francesco I di Francia
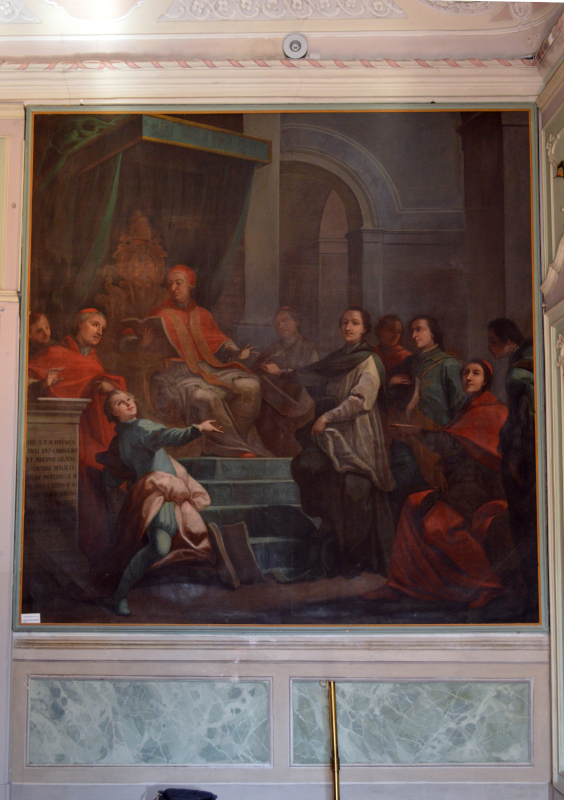
Sala del Museo Archeologico Paolo Giovio di Como - Paolo Giovio avanti Papa Leone X